# Mario Pašalić
Mario Pašalić (nascut el 9 de febrer de 1995) és un futbolista professional croat que juga com a migcampista a l'Atalanta BC. És internacional amb la selecció croata.

## Carrera esportiva

### Hajduk Split
Pašalić va iniciar-se al futbol a l'NK GOŠK Kaštel Gomilica abans d'ingressar al planter del HNK Hajduk Split a començaments de 2006. Internacional en categories infantils i juvenisl, va cridar l'atenció la temporada 2011–12, quan va marcar 17 gols pel seu equip Sub-17, malgrat que era migcampista, i va marcar el gol de la victòria Sub-19 per 3-1 contra l'NK Hrvatski Dragovoljac.
Durant la pretermporada, però, a Pašalić li diagnosticaren una infecció per staphylococcus, i no pogué participar durant la primera meitat de la temporada 2012–13 a Croàcia. Va jugar el seu primer partit com a professional el 14 d'abril de 2013 tot substituint Ivan Vuković al minut 90 en una victòria per 2–1 a casa contra l'HNK Cibalia. L'estiu de 2013 Pašalić va signar un contracte professional de quatre anys amb el Hajduk i va jugar 36 partits entre totes les competicions durant la temporada 2013–14, en els quals va marcar 11 gols i va fer cinc assistències. El 14 de setembre de 2013, va marcar dos gols a la victòria per 2–0 en el derbi croata contra el Dinamo de Zagreb, i va repetir la gesta el 8 de febrer de l'any següent, en una victòria per 2–1 contra els rivals ciutadans, l'RNK Split.

### Chelsea
El 9 de juliol de 2014, el Chelsea FC va anunciar el fitxatge de Pašalić, per una quantitat de 3 milions de lliures.

#### Elx (cedit)
El 22 de juliol de 2014, Pašalić va passar a l'Elx CF amb un contracte de cessió per una temporada.
El 25 d'agost de 2014, Pašalić va debutar amb l'Elx en el partit inaugural de la primera divisió 2014-15 contra el FC Barcelona.

## Internacional
El 14 de maig de 2014, Pašalić fou inclòs a la llista de 30 preseleccionats donada per Niko Kovač per participar en el Mundial de futbol de 2014. De tota manera, fou un dels set jugadors que finalment van caure de la llista definitiva. Posteriorment debutaria amb la selecció croata el 4 de setembre de 2014, en un partit contra Xipre.

## Palmarès
HNK Hajduk Split
- 1 Copa croata: 2012-13

AC Milan
- 1 Supercopa italiana: 2016

Atalanta BC
- 1 Lliga Europa de la UEFA: 2023-24